# صورة أيقونية
الصورة الأيقونية (بالإنجليزية: iconic image أو iconic photograph) هو أحد أنواع التصوير والذي يكون ناتجه تلك الصورة التي تعيد إلى الأذهان هذا الحدث أو المكان، في كثير من الأحيان مع تشعل التأثير العاطفي، للناس في وقت معين مع استمرار هذا التأثير لمدة طويلة وتكرره باستمرار عند مشاهدة تلك الصورة. غالبا ما تبقى ذكرى صاحب الصورة غلى فترة طويلة، حتى الذين لم يعاصرو تصويرها فهي تبقى في مخيلتهم دائما، مثل الطفل آلان الكردي، الذي صوره شرطي تركي بعد أن غرق والقاه البحر إلى الشاطئ. أو الطفلة الذي كان ينتظرها النسر كي تموت لياكلها في السودان للمصور كيفين كارتر عام 1994 . احيانا تكون الصورة عفوية من شخص هاوي وقد صورها بدون قصد أو تحضير، واحيانا تكون من مصور محترف وفي كِلتا الحالتين تقود الصورة المصور إلى الشهرة المؤقتة أو الدائمة اما من تم تصويره فيبقى في الاذهان إلى مدة طويلة